# مارثا فيكرز
مارثا فيكرز (بالإنجليزية: Martha Vickers)‏ هي عارضة وممثلة أمريكية، ولدت في 28 مايو 1925 بآن آربر في الولايات المتحدة، وتوفيت في 2 نوفمبر 1971 بهوليوود في الولايات المتحدة بسبب سرطان المريء.

## وصلات خارجية
- مارثا فيكرز على موقع IMDb (الإنجليزية)
- مارثا فيكرز على موقع ألو سيني (الفرنسية)
- مارثا فيكرز على موقع أول موفي (الإنجليزية)
- مارثا فيكرز على موقع قاعدة بيانات الأفلام السويدية (السويدية)
- مارثا فيكرز على موقع قاعدة بيانات الفيلم (الإنجليزية)
- مارثا فيكرز على موقع كينوبويسك (الروسية)